# Norovirus
Norovirus är ett virussläkte inom familjen calicivirus och orsakar vinterkräksjuka. Den enda kända arten inom släktet är norwalkviruset. Det förekommer i två genogrupper och ett flertal genotyper. Norovirus kan spridas antingen från en person till en annan, eller genom mat eller dryck som har kontaminerats. De vanligaste symptomen på en infektion orsakad av norovirus är: diarré, magvärk, illamående och kräkningar. Feber, huvudvärk och värk i kroppen är andra möjliga symptom. Det finns inga läkemedelsbehandlingar mot infektioner orsakade av detta virus, utan den behandling som rekommenderas är vila och intag av stora mängder vätska för att förhindra uttorkning.

## Historia
Norovirussjukan fick sitt namn efter ett utbrott i Norwalk, Ohio i USA år 1968. Viruset identifierades med elektronmikroskopi år 1972 från ett avföringsprov.

## Genetik
Norovirus har ett +ssRNA-genom som är 7,3-8,3kb stort. Genomet innehåller tre öppna läsramar. ORF1 kodar för ett polyprotein som senare spjälks till sex proteiner: p48, NTPas, p22, VPg, Pro och RdRp. ORF2 kodar för kapsidproteinet VP1 och ORF3 för det mindre strukturella proteinet VP2.
Norovirus är uppdelade i 10 genogrupper GI-GXI och dessa är vidare indelade i 48 genotyper. Indelningen i dessa grupper sker genom jämförelse av VP1 genen samt genen för RdRp. Av dessa varianter har genotyp GII.4 varit den vanligaste sjukdomsframkallaren i hela världen sedan 2002.